# Mórahalom
Mórahalom este un oraș în districtul Mórahalm, județul Csongrád, Ungaria, având o populație de 5.718 locuitori (2011). 

## Demografie
Componența etnică a orașului Mórahalom
     Maghiari (97,94%)
     Necunoscut (0,44%)
     Alții (1,61%)
Componența confesională a orașului Mórahalom
     Romano-catolici (69,95%)
     Fără religie (9,13%)
     Reformați (1,91%)
     Necunoscută (17,7%)
     Alte religii (2,99%)
Conform recensământului din 2011, orașul Mórahalom avea 5.718 locuitori. Din punct de vedere etnic, majoritatea locuitorilor (97,94%) erau maghiari. Apartenența etnică nu este cunoscută în cazul a 0,44% din locuitori.  Din punct de vedere confesional, majoritatea locuitorilor (69,95%) erau romano-catolici, existând și minorități de persoane fără religie (9,13%) și reformați (1,91%). Pentru 17,7% din locuitori nu este cunoscută apartenența confesională.